# Станіслав Устьяновський
Станіслав Устьяновський (пол. Stanisław Ustyanowski; 27 листопада 1857-27 липня 1942, Закопане) — польський доктор права, міністр внутрішніх справ.

## Біографія
Здобув ступінь доктора права. Під час австрійського поділу, у складі Галицької автономії, вступив на службу до місцевого самоврядування. Він був королівським радником губернаторського суду. Багато років працював у Львові.
З 23 травня 1918 р. він був державним підсекретарем Міністерства внутрішніх справ, а в період з 5 листопада 1918 р. по 17 листопада 1918 р. був головою цього міністерства в тимчасовому уряді Владислава Врублевського. Він зберіг посаду заступника міністра в уряді Єнджея Морачевського, але незабаром його відправили у відпустку. Потім 15 лютого 1919 року був звільнений і вийшов у відставку. Повернувся до Львова, а через деякий час переїхав до Закопане. Похований на Новому цвинтарі в Закопане.